# Темирбаев, Виктор Валерьевич
Виктор Валерьевич Темирбаев (каз. Виктор Валерийұлы Темірбаев; род. 16 июля 1967) — казахстанский дипломат. Чрезвычайный и полномочный посол Республики Казахстан в Литве (2018—2022), Латвии (2019, по совместительству), Болгарии (с 2022 года).

## Биография
Окончил в 1993 году Московский институт электронного машиностроения по специальности «Радиоинженер-конструктор», в 1999 году — Дипломатическую академию МИД России по специальности «Международные отношения».
1993—1994 гг. референт Управления международных экономических отношений, атташе Управления государственного протокола Министерства иностранных дел Казахстана.
1994—1997 гг. — атташе, третий секретарь посольства Республики Казахстан в Исламской Республике Пакистан.
1999—2003 гг. — второй секретарь, первый секретарь, советник Управления международной безопасности и контроля над вооружениями Департамента многостороннего сотрудничества МИД РК.
2003—2005 гг. — первый секретарь посольства Республики Казахстан в Государстве Израиль.
2005—2006 гг. — начальник отдела азиатской безопасности Департамента многостороннего сотрудничества МИД РК.
2006—2007 гг. — представитель Республики Казахстан, руководитель политического отдела в Секретариате СВМДА.
2007—2009 гг. — заместитель главы представительства АО «Казына» в Алматы, директор департамента корпоративного развития Национального инновационного фонда АО «Фонд национального благосостояния АО „Самрук-Қазына“».
2010—2018 гг. — советник, советник-посланник посольства Республики Казахстан в Российской Федерации.
Август 2018 года — 9 декабря 2022 года — Чрезвычайный и Полномочный Посол Республики Казахстан в Литовской Республике.
Февраль — ноябрь 2019 года — Чрезвычайный и полномочный Посол Республики Казахстан в Латвийской Республике по совместительству.
С 9 декабря 2022 года — Чрезвычайный и Полномочный Посол Республики Казахстан в Республике Болгария.

## Семья
Отец: Валерий Батаевич Темирбаев — партийный и политический деятель, дипломат, народный депутат СССР, полномочный представитель Казахстана в Российской Федерации (1991—1994), посол Казахстана в Республике Беларусь (1994—1996), Туркменистане (1996—1999), заслуженный работник дипломатической службы Республики Казахстан.
Мать: Людмила Артёмовна Темирбаева — преподаватель физики и математики, заслуженный учитель Российской Федерации.